# Lijst van spelers van FC Zürich
Deze lijst omvat voetballers die bij de Zwitserse voetbalclub FC Zürich spelen of gespeeld hebben. De spelers zijn alfabetisch gerangschikt.

## A
- Patrick Abatangelo
- Almen Abdi
- Adilson
- Silvan Aegerter
- Kanga Akale
- Lado Akhalaia
- Samir Albrecht
- Georg Aliesch
- Massimo Alliata
- Alexandre Alphonse
- Jørn Andersen
- Salve Andracchio
- Christian Andreoli
- Erich Andres
- Ivan Audino

## B
- Roberto Baldassari
- Mirsad Baljic
- Yacouba Bamba
- Heinz Bäni
- Matthias Bärlocher
- Heinz Barmettler
- Shaun Bartlett
- Sergio Bastida
- Patrick Baumann
- Willy Baumeister
- Konrad Baumgartner
- Fritz Baur
- Alfred Beck
- Mathieu Béda
- Peter Beer
- Loris Benito
- Steve von Bergen
- Jan Berger
- Selçuk Beyaz
- Thomas Bickel
- Harry Bild
- Renzo Bionda
- Enrico Bizzotto
- Pierre Blättler
- Roberto Böckli
- Gerhard Bold
- Thierry Bonalair
- René Borkovic
- René Botteron
- Yanick Brecher
- Bruno Brizzi
- René Brodmann
- Tomas Brolin
- Renato Brugnoli
- Rudolf Brunnenmeier
- Maurice Brunner
- Ulrich Brunner
- Martin Büchel
- Remo Buess
- Oliver Buff
- Patrick Bühlmann
- Jacques Bürgin
- Sandro Burki
- Hermann Busenhardt

## C
- Francesco Calì
- Diego Capria
- Mario Casamento
- Pascal Castillo
- Mahir Cayir
- Cesar
- Mehdi Challandes
- Gabet Chapuisat
- Frédéric Chassot
- Amine Chermiti
- Tariq Chihab
- Yacine Chikhaoui
- Davide Chiumiento
- Ante Ćorić
- Joël Corminboeuf
- Alex Corti
- David da Costa
- Franco Cucinotta

## D
- Alex Da Rosa
- Ivan Dal Santo
- Daniel Sahdo
- Giuseppe De Filippo
- Giorgio del Signore
- Leandro Di Gregorio
- Francesco Di Jorio
- Roberto Di Matteo
- Roberto di Muro
- Urs Dickemann
- Mark Disler
- Berat Djimsiti
- Aleksandar Đorđević
- Eduardo Dos Santos
- Francileudo Dos Santos
- Philippe Douglas
- Josip Drmić
- Dedaj Dugagjin
- Dusan Đurić
- Blerim Džemaili

## E
- Norbert Eder
- Karl Eggler
- Rudolf Elsener
- Innocent Emeghara
- Alberto Erba
- Rainer Ernst
- Eudis
- Albert Ewadinger
- Jean-Jacques Eydelie

## F
- Gerard Favre
- Ferdinand Feller
- Jean-Marc Ferreri
- Iulian Filipescu
- Pius Fischbach
- Urs Fischer
- Umberto Foschini
- Helmut Fottner
- Vincent Fournier
- Roberto Fregno
- Mario Frick
- Kwabena Frimpong

## G
- Milan Gajić
- Giuseppe Gambino
- Shkëlzen Gashi
- Alain Gaspoz
- Mario Gavranović
- Alex Germann
- Mauro Giannini
- Christoph Gilli
- Stefan Glarner
- Emile Glaser
- André Gonçalves
- Marco Grassi
- Andreas Gretschnig
- Karl Grob
- Beat Grossmann
- Kurt Grünig
- Andrea Guatelli
- Francisco Guerrero
- Urs Güntensperger
- Pic Günthardt
- Martin Guzik
- Daniel Gygax

## H
- Renato Hächler
- Hansi Hagen
- René Hasler
- Eric Hassli
- Roland Häusermann
- Christian Hedinger
- Max Heer
- Max Heinrich
- Marcel Heldmann
- Wilco Hellinga
- Thomas Hengartner
- Pedro Henrique
- Daniel Hermann
- Ralph Heydecker
- Marc Hodel
- John Hoeks
- Michael Hohl
- Marcel Hotz
- Robert Huber
- Karl Humenberger

## I
- Adrian Ilie
- Gökhan Inler
- Luca Iodice
- Walter Iselin
- Lucky Isibor
- Urs Isler
- Otmar Iten

## J
- Gotsja Jamaraoeli
- Markus Jappert
- Adnan Jasari
- Daniel Jeandupeux
- Sébastien Jeanneret
- Jefferson Batista
- Jure Jerković
- Siegfried Joksch

## K
- Mario Kägi
- Asmir Kajević
- Jochen Kalauz
- Ilja Katić
- Micheil Kavelasjvili
- Saidou Kebe
- Fritz Kehl
- Alhassane Keita
- Stephan Keller
- Heinz Kissling
- Stefan Knutti
- Harry Koch
- Philippe Koch
- Raphael Koch
- Hans Kodric
- Gottfried Kohler
- Roland Kohler
- Robert Kok
- Sebastian Kollar
- Oumar Kondé
- Miroslav König
- Muhamed Konjić
- Wolfgang Kraus
- Armin Krebs
- Ladislav Kubala
- Köbi Kuhn
- Urs Kühni
- Burim Kukeli
- Stjepan Kukuruzovic
- Roger Kundert
- Adrian Kunz
- Fritz Künzli
- Winfried Kurz
- Konrad Kyburz

## L
- Luca Ladner
- Veli Lampi
- Rudolf Landolt
- Orlando Lattmann
- August Lehmann
- Werner Leimgruber
- Romeu Leite
- Johnny Leoni
- Eugen Leuner
- Lima
- John Linford
- Max Litscher
- Walter Litscher
- Roger Ljung
- Heinz Lüdi
- Luca Lurati

## M
- Patrick Mäder
- Thomas Madigage
- Rolf Mägerli
- Ludovic Magnin
- Feliciano Magro
- Michel Maiano
- Erni Maissen
- August Makalakalane
- Diango Malacarne
- Andres Malloth
- Antonio Marchesano
- Fabien Margairaz
- Xavier Margairaz
- Davide Mariani
- Peter Marti
- Rosario Martinelli
- Stipe Matic
- Zeljko Matuš
- David Mautone
- Marco Mautone
- Michael Mazenauer
- Giuseppe Mazzarelli
- Admir Mehmedi
- Ernst Meyer
- Boris Mihailov
- Mirsad Mijadinoski
- Ljubo Miličević
- Luiz Milton
- Severino Minelli
- Fernando Molina
- Erich Moll
- Daniele Moro
- Manfred Moser
- Peter Møller
- André Muff
- Rene Müller
- Hubert Münch
- Orhan Mustafi

## N
- Ali Nafkha
- Adam Ndlovu
- Alain Nef
- Jürgen Neumann
- Kazik Nicolo
- Adrian Nikci
- Jerren Nixon
- Giuseppe Nocita
- Shabani Nonda
- Jordi Nsiala
- Hans Nyffeler

## O
- Onyekachi Okonkwo
- David Opango

## P
- David Pallas
- Antonio Paradiso
- Salvatore Paradiso
- Marco Pascolo
- Walter Pellegrini
- Franz Peterhans
- Artur Petrosyan
- Jürgen Pitsch
- Christian Pouga
- Erich Probst

## Q
- René-Pierre Quentin
- Yvan Quentin

## R
- Marcel Răducanu
- Raffael
- Mario Raimondi
- Ramazotti
- Giuseppe Rapisarda
- Michele Rebozzi
- Kurt Reichenberger
- Renato
- Pascal Renfer
- Hans Reutlinger
- Rene Rietmann
- Andre Rindlisbacher
- Peter Risi
- Massimo Rizzo
- Alain Rochat
- Ricardo Rodríguez
- Salvatore Romano
- Umberto Romano
- Jacques Romberg
- Dieter Rüefli
- Shane Rufer
- Wynton Rufer
- Hermann Rufli
- Ernst Rutschmann

## S
- Gezim Sadiku
- Ercument Sahin
- Giuseppe Sanfilipo
- Maxime Sanou
- Cesar Sant Anna
- Chouaib Saykouk
- Willy Scheepers
- Alfred Scheiwiler
- Werner Schley
- Stefan Schlumpf
- Marc Schneider
- Markus Schneider
- Csibi Schneiter
- Walter Schneiter
- Albert Schnorf
- Marco Schönbächler
- Urs Schönenberger
- Erwin Schweizer
- Walter Seiler
- David Sesa
- Labinot Sheholli
- Ike Shorunmu
- Silvio
- Augustine Simo
- Haris Škoro
- Víctor Sotomayor
- Adolfo Spiller
- Florian Stahel
- Alex Stählin
- Kresimir Stanic
- Thomas Staub
- Remo Staubli
- Adolf Stelzer
- Adolf Stelzer
- Jörg Stiel
- Pirmin Stierli
- Xavier Stierli
- Martin Stocklasa
- Dalibor Stojanov
- Peter Stoll
- Marcel Stoob
- Roger Stoop
- Daniel Stucki
- Beat Studer
- Jürg Studer
- Klaus Stürmer
- Paul Sturzenegger
- Urs Suter
- Bruno Sutter
- Scott Sutter
- István Szabó
- Dariusz Szubert

## T
- Emra Tahirović
- Davide Taini
- Marcel Tanner
- Mihai Tararache
- Tito Tarchini
- Daniel Tarone
- Jorge Teixeira
- Julio Tejeda
- Jonas Thern
- Pierre Thévenaz
- Jérome Thiesson
- Marcel Thoma
- Hannu Tihinen
- Aniello Tomeo
- Patrick Tornare
- Conny Torstensson
- Carmelo Trande
- John Trellez
- Christian Trombini
- Dorjee Tsawa

## U
- Mario Uccella

## V
- Andrés Vásquez
- Adán Vergara
- Wolfgang Vöge
- Georg Volkert
- Peter Von Burg
- Johan Vonlanthen

## W
- Herbert Waas
- Erwin Waldner
- Roger Walker
- Karl Weilenmann
- René Weiler
- Roland Widmer
- André Wiederkehr
- Christian Winiger
- Rolf Wüthrich

## Y
- Ursal Yasar
- Rashidi Yekini

## Z
- Rüdi Zahner
- Claudio Zambotti
- Gianpietro Zappa
- Ronald Ziegler
- Hilmar Zigerlig
- Chaker Zouaghi
- Urs Zurbuchen
- Roger Zürcher
- Hanspeter Zwicker